# Aloe serriyensis
Aloe serriyensis ist eine Pflanzenart der Gattung der Aloen in der Unterfamilie der Affodillgewächse (Asphodeloideae). Das Artepitheton serriyensis verweist auf das Vorkommen der Art beim Dorf Serriya in Jemen.

## Beschreibung

### Vegetative Merkmale
Aloe serriyensis wächst stammlos und bildet in der Regel kleine Gruppen. Die verschmälerten Laubblätter bilden eine Rosette. Die grüne, gelegentlich bräunlich überhauchte, undeutlich linierte Blattspreite ist 30 bis 35 Zentimeter lang und 6 bis 7 Zentimeter breit. Die hornigen, stumpfen, dunkelbraunen Zähne am Blattrand sind klein und stehen 20 bis 40 Millimeter voneinander entfernt.

### Blütenstände und Blüten
Der Blütenstand weist zwei bis drei Zweige auf und erreicht eine Länge von 40 Zentimeter. Die lockeren, konischen Trauben sind 20 bis 25 Zentimeter lang. Die deltoiden Brakteen weisen eine Länge von 8 bis 10 Millimeter auf und sind 3 Millimeter breit. Die scharlachrosafarben, puderig bereiften Blüten stehen an 10 Millimeter langen Blütenstielen. Sie sind 27 Millimeter lang und an der Basis verschmälert. Auf Höhe des Fruchtknotens weisen die Blüten einen Durchmesser von 6 Millimeter auf. Darüber sind sie leicht verengt. Ihre äußeren Perigonblätter sind auf einer Länge von 7 bis 9 Millimetern nicht miteinander verwachsen. Die Staubblätter und der Griffel ragen kaum aus der Blüte heraus.

## Systematik und Verbreitung
Aloe serriyensis ist in Jemen in bewaldeten Tälern in Höhen um 300 Metern verbreitet.
Die Erstbeschreibung durch John Jacob Lavranos wurde 1965 veröffentlicht.

## Nachweise